# La Tierra (Nuevo México)
La Tierra es un lugar designado por el censo ubicado en el condado de Santa Fe en el estado estadounidense de Nuevo México. En el Censo de 2020 tenía una población de 312 habitantes y una densidad poblacional de 12,28 habitantes por km². Fue incluido como CDP en el censo de 2020.

## Geografía
La Tierra se encuentra ubicado en las coordenadas 35°45′12″N 106°01′20″O / 35.75333, -106.02222. Según la Oficina del Censo de los Estados Unidos,  tiene una superficie total de 25,41 km², todos corresponden a tierra firme.